# Cieneguilla, San Juan Quiahije
Cieneguilla är en ort i Mexiko.   Den ligger i kommunen San Juan Quiahije och delstaten Oaxaca, i den sydöstra delen av landet, 400 km sydost om huvudstaden Mexico City. Cieneguilla ligger 1 620 meter över havet och antalet invånare är 1 330.
Terrängen runt Cieneguilla är bergig söderut, men norrut är den kuperad. Runt Cieneguilla är det ganska tätbefolkat, med 78 invånare per kvadratkilometer. Närmaste större samhälle är Santa Catarina Juquila, 9,9 km söder om Cieneguilla. I omgivningarna runt Cieneguilla växer i huvudsak städsegrön lövskog.